# FN TB VB
Le FN TB VB ou T57 est un modèle de trolleybus fabriqué par la Fabrique nationale d'Herstal (FN).

## Histoire
Le TB V est un prototype de trolleybus à caisse autoportante conçu par la FN Herstal en 1957 basé sur le prototype TB V conçu en 1947, il est resté sans suite.